# Haolaihure
Haolaihure (kinesiska: 浩来呼热, 浩来呼热乡) är en socken i Kina. Den ligger i den autonoma regionen Inre Mongoliet, i den norra delen av landet, omkring 480 kilometer nordost om regionhuvudstaden Hohhot.
Genomsnittlig årsnederbörd är 521 millimeter. Den regnigaste månaden är juli, med i genomsnitt 135 mm nederbörd, och den torraste är januari, med 3 mm nederbörd.